# Hannah Hampton
Hannah Hampton (Birmingham, 16 novembre 2000) è una calciatrice inglese, portiere del Chelsea e della nazionale inglese.

## Carriera

### Nazionale
Nel 2022 è stata convocata dalla nazionale inglese per gli Europei.

## Palmarès

### Club
- Campionato inglese: 2

Chelsea: 2023-2024, 2024-2025
- Women's FA Cup: 1

Chelsea: 2024-2025
- FA Women's League Cup: 1

Chelsea: 2024-2025

### Nazionale
- Campionato d'Europa: 2

2022, 2025
- Arnold Clark Cup: 1

2022
- Finalissima: 1

2023